# Thozetella tocklaiensis
Thozetella tocklaiensis är en svampart som först beskrevs av Agnihothr., och fick sitt nu gällande namn av Piroz. & Hodges 1973. Thozetella tocklaiensis ingår i släktet Thozetella och familjen Chaetosphaeriaceae.   Inga underarter finns listade i Catalogue of Life.